# Rakša
Rakša es un municipio del distrito de Turčianske Teplice en la región de Žilina, Eslovaquia, con una población estimada a final del año 2024 de 219 habitantes.
Se encuentra ubicado al suroeste de la región, cerca del curso alto del río Váh (cuenca hidrográfica del Danubio) y de la frontera con las regiones de Banská Bystrica y Trenčín.

## Demografía
| Año        | 1994 | 2004   | 2014    | 2024    |
| ---------- | ---- | ------ | ------- | ------- |
| Población  | 200  | 219    | 222     | 219     |
| Diferencia |      | +9,5 % | +1,36 % | −1,35 % |

| Año        | 2023 | 2024    |
| ---------- | ---- | ------- |
| Población  | 215  | 219     |
| Diferencia |      | +1,86 % |